# Kokstad

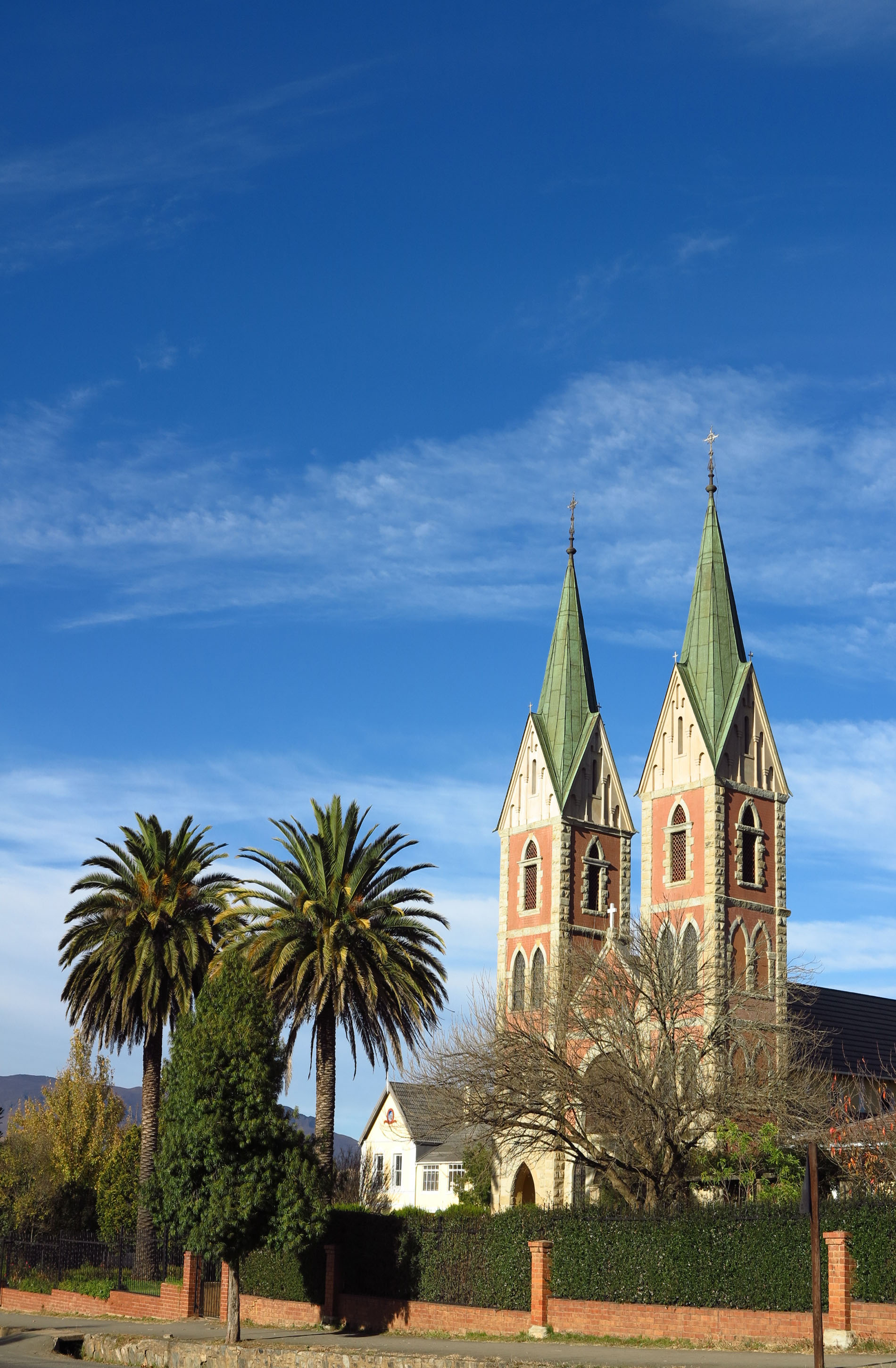
St Patrick’s Cathedral in Kokstad (ab 1924 neu errichtet)

Kokstad ist eine Stadt mit 51.561 Einwohnern (Stand: 2011) in der Gemeinde Greater Kokstad, Distrikt Harry Gwala, Provinz KwaZulu-Natal in Südafrika. Die Stadt ist der Sitz der Gemeindeverwaltung und liegt verkehrsgünstig an der N2, zwischen dem Mount Currie (2200 Meter) und den Ingeli-Bergen auf einer Höhe von 1280 Meter. Die Stadt Matatiele liegt 64 Kilometer entfernt. Kokstad ist das Versorgungszentrum der umliegenden Farmregion, wo vor allem Rinder- und Schafzucht sowie Milchwirtschaft betrieben werden.

## Geschichte
Benannt ist die Stadt nach dem Griqua-Führer Adam Kok III. Dieser war 1861 mit seinem Volk aus Philippolis im südlichen Oranje-Freistaat – wo es Konflikte mit den Voortrekkern gegeben hatte – in das unbewohnte Land jenseits der Drakensberge gezogen. Jedes Griqua-Familienoberhaupt erhielt 1200 Hektar Land. Viele der Griqua verarmten jedoch, verfielen dem Alkohol oder verkauften ihre Farmen an weiße Farmer. Verzweifelt über diese sozialen Missstände baten die Griqua 1869 Reverend William Dower von der Londoner Missionsgesellschaft, eine Missionsstation im damaligen Griqualand East zu eröffnen. Dieser willigte ein, und die Siedlung wurde direkt am Ufer des Umzimhlava-Flusses errichtet.	
In den Folgejahren stabilisierte sich die Situation rund um Kokstad. Mit dem Zuzug von wohlhabenderen weißen Siedlern erlebte der Ort einen weiteren Aufschwung. 1874 wurden ein Hotel eröffnet und eine Lokalzeitung herausgegeben. 1884 wurde eine römisch-katholische Kirche errichtet, die ab 1924 durch einen Neubau ersetzt wurde.

## Persönlichkeiten
- Kelly Seymour (1936–2019), Cricketspieler

## Sehenswürdigkeiten
- East Griqualand Museum, ein Nationaldenkmal, es dokumentiert die Geschichte des Griqua-Volks und der Stadt
- St. Patrick’s Cathedral (1924) des römisch-katholischen Bistums Kokstad
- Adam Kok’s Monument, das Denkmal des Griquaführers
- Mount Currie Nature Reserve, fünf Kilometer nördlich von Kokstad an einem Stausee. Im Sommer ist Wassersport möglich. In dem Reservat liegt auch Adam Kok’s Laager, der Lagerplatz, an den Adam Kok im Jahr 1862 seine 2000 Griqua mitsamt seinen Viehherden führte.